# دانيال تورنر (ضابط)
دانيال تورنر (بالإنجليزية: Daniel Turner)‏ هو ضابط أمريكي، ولد في 1794 في جزيرة ستاتن في الولايات المتحدة، وتوفي في 4 فبراير 1850 في فيلادلفيا في الولايات المتحدة.